# 李拉
李 拉（り ら、英語名：La Li、2002年 - ）は、中国のチェリスト。

## 人物
中国浙江省杭州市出身。幼少期はピアノを習い、7歳からチェロを始めた。上海音楽学院付属小学校、中学校、ジュリアード音楽院プレカレッジを経て、2018年10月から現在、ドイツのクロンベルク・アカデミーに在学中。使用楽器はロンドンのベアーズ・インターナショナル・バイオリン・ソサエティから貸与された1690年産のジョヴァンニ・グランチーノのチェロ。
これまでに浙江交響楽団、上海フィルハーモニー管弦楽団、上海オペラ交響楽団、モスクワ・ヴィルトゥオーゾ室内管弦楽団、新ロシア国立交響楽団等と共演。共演した指揮者にVladimir Spivakov、Christoph Eschenbach、Yury Tkachenko、湯沐海、張国勇などがいる。海外での演奏経験が多数あり、以前はスイスのヴェルビエ音楽祭、ドイツエルマウ城、モスクワ音楽院大ホールで演奏。2020年上海、北京、広州の3都市でソロリサイタルを実施。

## 師事歴
- 2011年～2016年 - 上海音楽学院小学校、中学校にて、曹敏教授に師事[3]。
- 2016年～2018年 - ジュリアード音楽院プレカレッジにて、Richard Aaron、Sieun Linに師事[3]。
- 2018年～現在 - クロンベルク・アカデミーにて、チェリストのFrans Helmersonに師事[3]。

## 受賞歴
- 2012年 第13回大阪国際音楽コンクール弦楽器部門Age-E1グループ第1位及びストリング賞、神戸市長賞[2]
- 2012年 クロアチア第9回「アントニオ・ヤニグロ」国際チェロコンクール第1位[2]
- 2013年 フランス第24回FLAME音楽コンクール優勝 (審査員全員が満点をつけた)[2]
- 2014年 ロシア第8回若い音楽家のためのチャイコフスキー国際コンクール優勝 (チェロ部門史上最年少の優勝者)[2]
- 2018年 アメリカミシガン州第43回Stulberg国際弦楽器コンクール第2位[3]

## エピソード
母がダンス教室の先生であるため、小さい頃からバレエを習っていた。

## 参照
1. ↑  “クロンベルグ・アカデミー：李拉のプロフィール” (中国語). 2021年3月1日閲覧。
2. 1 2 3 4 5  “如歌文化：李拉简介” (中国語). 2021年3月1日閲覧。
3. 1 2 3 4 5 6 7 8  “上海音乐厅：秋日浪漫曲 李拉大提琴独奏音乐会” (中国語). 2021年3月1日閲覧。
4. ↑  “北京中山公园音乐堂：李拉” (中国語). 2021年3月1日閲覧。